# Pavel Adamovič Pleve
Pavel Adamovič Pleve (Павел Адамович Плеве; 11 giugno 1850 – Mosca, 10 aprile 1916) è stato un militare russo, generale dell'esercito imperiale russo durante la prima guerra mondiale.

## La carriera militare
Dopo essersi diplomato alla scuola militare entra in cavalleria e in seguito nel reggimento degli ulani. Nel 1877 si laurea all'Accademia di stato maggiore Nicola I di San Pietroburgo e combatte nella guerra russo-turca del 1877-1878.
Dopo la fine della guerra ricopre per qualche tempo la carica di ministro della guerra del Principato di Bulgaria.
Nel 1880 torna in Russia e viene promosso comandante della 2. Divisione di cavalleria. Nel 1909 viene nominato comandante del distretto militare di Mosca.

## La prima guerra mondiale
Allo scoppio della Grande Guerra gli viene affidato il comando della 5. Armata e partecipa alla battaglia di Galizia e alla battaglia di Łódź del 1914 . 
Nel 1915 viene nominato comandante della 12. Armata che guida nella seconda battaglia dei laghi Masuri. Dopo la sconfitta, torna al comando alla 5. Armata.
Gravemente ammalato è costretto a dimettersi dall'esercito nel febbraio 1916.